# Boca Raton
Boca Raton (IPA: [ˈboʊkə rəˈtoʊn]) è una città degli Stati Uniti d'America, nella contea di Palm Beach nello Stato della Florida. Al censimento del 2000 la città contava una popolazione di 74.764 abitanti; nel 2006 una stima ha registrato la crescita a 86.396 abitanti e nel 2013 la popolazione era di 89 407 abitanti. E comunque la maggior parte delle persone che hanno l'indirizzo postale a Boca Raton, circa 200.000 in totale, vive fuori dai confini municipali. Nell'area costiera compresa fra West Palm Beach e Pompano Beach, Boca Raton è la città più popolosa e di maggiori dimensioni.

## Origine del nome
Il nome "Boca Ratón" in spagnolo significa "bocca del topo". Secondo alcuni la parola "Boca", bocca, farebbe riferimento all'insenatura presso cui sorge la città, ed il sostantivo "Raton", topo, spesso usato per descrivere coste montuose, sarebbe riferito al promontorio roccioso all'imbocco della baia. Altri sostengono che la denominazione alludeva alla presenza dei pirati nel piccolo golfo.

## Storia
La città si è giovata del boom edilizio e demografico degli anni '20, quando furono costruiti i primi hotel di lusso ed i primi resort. Tuttavia Boca è stata un centro importante anche durante gli anni della seconda guerra mondiale, quando furono inaugurati diverse basi aeree e centri di addestramento militare. Nel dopoguerra lo sviluppo è continuato anche sul piano industriale con l'apertura della sede della IBM, dove fu creato il primo personal computer. Negli anni '80 e '90  la città si è espansa e il numero dei turisti è cresciuto sensibilmente: sono stati aperti nuovi centri commerciali, alberghi, musei, ristoranti ed un anfiteatro. Lo sviluppo è però avvenuto sotto rigide regole: l'amministrazione cittadina controlla la grandezza degli edifici, la diffusione delle insegne luminose e la presenza di determinati tipi di aziende sul territorio.

### Seconda guerra mondiale
Agli agricoltori giapponesi della Yamato Colony, spostatisi ad ovest della città in piantagioni di ananas a partire dal 1904, durante la seconda guerra mondiale gran parte della loro terra è stata confiscata ed utilizzata per la costruzione della Boca Raton Army Air Field, un importante centro di formazione per equipaggi dei bombardieri B-29 ed operatori radar. Gran parte della base aerea fu poi donata alla Palm Beach County ed in seguito fu costituita la Florida Atlantic University, di cui molti lotti di parcheggio sono ex piste della base aerea; se visto dall'alto, il layout del sito come precedente campo d'aviazione è chiaramente evidente. La pista dell'aeroporto di Boca Raton con orientamento magnetico 05/23 era una volta parte della base aerea originale, che esiste ancora oggi.

## Politica
Il sindaco di Boca Raton viene scelto attraverso una elezione diretta a partire dal 1978 Gli uffici del consiglio comunale e il sindaco, attualmente sindaco Scott Singer. Il sindaco precedente era Susan Haynie. A partire dal febbraio 2013, il democratico Lois Frankel e democratico Ted Deutch entrambi rappresentano parti della città nel Congresso degli Stati Uniti.
Il patrimonio giapponese della colonia Yamato sopravvive nel nome di una strada, la Yamato Road (NW 51st Street) appena a nord dell'aeroporto e presso il Museo Morikami ed i giardini giapponesi a nord-ovest della città. La scuola Army Building # 3 (T-604) della Army Air Forces Base è sopravvissuta come edificio per uffici per il complesso di appartamenti Cynthia Giardini, Northwest 4th Avenue.

## Turismo e cultura
La città è una nota località balneare, grazie soprattutto al clima tropicale che la caratterizza, nonché un importante centro economico e culturale. Ha ricevuto il titolo di "Principal city" del Census Bureau degli Stati Uniti per la sua importanza.

## Geografia fisica

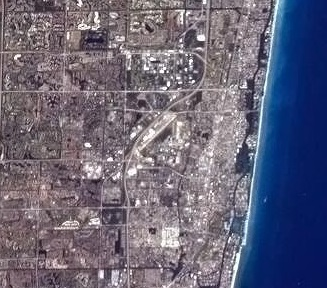
Boca Raton, vista dall' International Space Station.

Secondo l'Ufficio del censimento degli Stati Uniti d'America la città ha un'area totale di 75,4 km² (29,1 mi²), di cui 70,4 km² (27,2 mi²) occupate da terra, e 5 km² (1,9 mi²) da acqua, pari al 6,63% della superficie totale. Sempre secondo la definizione dello stesso Ufficio del censimento, Boca Raton gode dello status di "città principale" dell'area metropolitana di Miami.
Sebbene a Boca Raton, come avviene nella maggior parte delle città del sud della Florida, la distanza dal livello del mare sia così ridotta da non permettere la costruzione di scantinati, ci sono comunque diversi punti alti della città, come la "4th Avenue", che è appunto chiamata "High Street" (strada alta). I punti più alti della zona sono il capanno di sicurezza dei giardini Camino, a 7,3 metri sopra il livello del mare (24 piedi), o il lido del Boca Raton Hotel, a 7,0 m (23 ft).

## Istruzione

### Scuole pubbliche
L'istruzione pubblica è fornita e gestita dal distretto scolastico di Palm Beach County. Boca Raton è anche sede di numerose scuole private e religiose notevoli.
A partire dal 2007, Boca Raton è servita da quattro scuole superiori. Ai confini della città, è situata la High School. La High School di Spanish River si trova nella parte centro-occidentale dei confini della città e parti prive di personalità giuridica a Boca Raton. Il liceo Olympic Heights Community usa le zone prive di personalità giuridica occidentale. Infine, West High School di Boca Raton Community usa le zone prive di personalità giuridica far-west. Spanish River, Olympic Heights e West Boca Raton servono anche studenti di Delray Beach e Boynton Beach.
La zona ha anche cinque scuole pubbliche medie:
School Boca Raton Community,
Don Estridge Middle School High Tech, una scuola di tecnologia che prende il nome da Don Estridge, leader di un piccolo gruppo di ingegneri che ha sviluppato il Personal Computer IBM a Boca Raton.
Eagles Landing Middle School
Run Middle School Community Abbattitori '
Omni Middle School
La zona è servita da dodici scuole elementari pubbliche:
Addison Mizner Elementary (Fondata nel 1968, prende il nome da Addison Mizner.)
Boca Raton elementare
Calusa elementare
Coral Sunset Elementary
Del Prado elementare
Amaca Pointe elementare
J.C. Mitchell elementare
Sandpiper Shores elementare
Sunrise Park Elementary
Verde Elementary
Waters Edge Elementary
Whispering Pines elementare
Due alternative al Palm Beach County Public Schools a Boca Raton sono il K-8 Alexander D. Henderson Università Scuola (ADHUS) e FAU High School (FAUHS). Entrambi si trovano nel campus della Florida Atlantic University e sono organizzati come un distretto scolastico unico e separato; non fanno parte del sistema Palm Beach County School. Henderson Scuola è riconosciuta come la Florida Atlantic University School District # 72, sotto il Collegio di vigilanza amministrativa di istruzione.
Scuole universitarie in Florida sono autorizzati a fornire istruzioni per i gradi K-12 e studenti universitari, sostenere gli sforzi di ricerca universitari, e testare le riforme educative per le scuole della Florida. Sia ADHUS e FAUHS sono scuole pubbliche e quindi non pagare tasse scolastiche. Entrambi sono aperti ai bambini che risiedono nella contea di Palm Beach e Broward County. Ammissione ADHUS è da lotteria, mentre l'ammissione FAUHS è determinato dalla capacità accademiche. Caratteristiche degli studenti di sesso, razza, reddito familiare e la capacità degli studenti sono utilizzati per corrispondere al profilo popolazione studentesca a quella dello Stato.
FAU High School è unico in quanto si tratta di un programma di doppia-iscrizione che si coinvolge principalmente nelle classi collegiali. Studenti in nono grado prendere corsi avanzati presso il campus sorella ADHUS, mentre gli studenti nei gradi superiori frequentano solo le classi collegiali nel campus della Florida Atlantic University, guadagnandosi doppia credito, sia per la scuola superiore e all'università. Uno studente che ha completato con successo tutti i quattro anni alla FAU Liceo si laureerà aver completato tre anni di studi universitari in un campus universitario.

## Infrastrutture e trasporti
Boca Raton è servita da tre aeroporti: il Boca Raton Airport (BCT), il Palm Beach International Airport (PBI) e il Fort Lauderdale-Hollywood International Airport (FLL); Boca è anche un importante snodo stradale e autostradale oltre che ferroviario grazie alla ferrovia Tri-Rail.